# 滝川町 (名古屋市)
滝川町（たきかわちょう）は、愛知県名古屋市昭和区の地名。丁番を持たない単独町名である。住居表示未実施。

## 地理
名古屋市昭和区南東部に位置する。北は川名山町、南西は広路町に接する。

## 歴史

### 町名の由来
織田信長の家臣であった滝川豊後守（たきがわぶんごのかみ）の所有地であったことに由来する。

### 沿革
- 1934年（昭和9年）10月1日 - 中区広路町の一部により、同区滝川町として成立[1]。
- 1937年（昭和12年）10月1日 - 昭和区成立に伴い、同区滝川町となる[1]。

## 世帯数と人口
2019年（平成31年）1月1日現在の世帯数と人口は以下の通りである。
| 町丁   | 世帯数    | 人口    |
| ------ | --------- | ------- |
| 滝川町 | 1,855世帯 | 3,971人 |

### 人口の変遷
国勢調査による人口の推移
| 1995年（平成7年）  | 3,618人 | [ WEB 6 ]  |  |
| 2000年（平成12年） | 3,568人 | [ WEB 7 ]  |  |
| 2005年（平成17年） | 3,980人 | [ WEB 8 ]  |  |
| 2010年（平成22年） | 3,927人 | [ WEB 9 ]  |  |
| 2015年（平成27年） | 3,880人 | [ WEB 10 ] |  |

## 学区
市立小・中学校に通う場合、学校等は以下の通りとなる。また、公立高等学校に通う場合の学区は以下の通りとなる。
| 番・番地等 | 小学校               | 中学校               | 高等学校 |
| ---------- | -------------------- | -------------------- | -------- |
| 全域       | 名古屋市立滝川小学校 | 名古屋市立川名中学校 | 尾張学区 |

## 施設

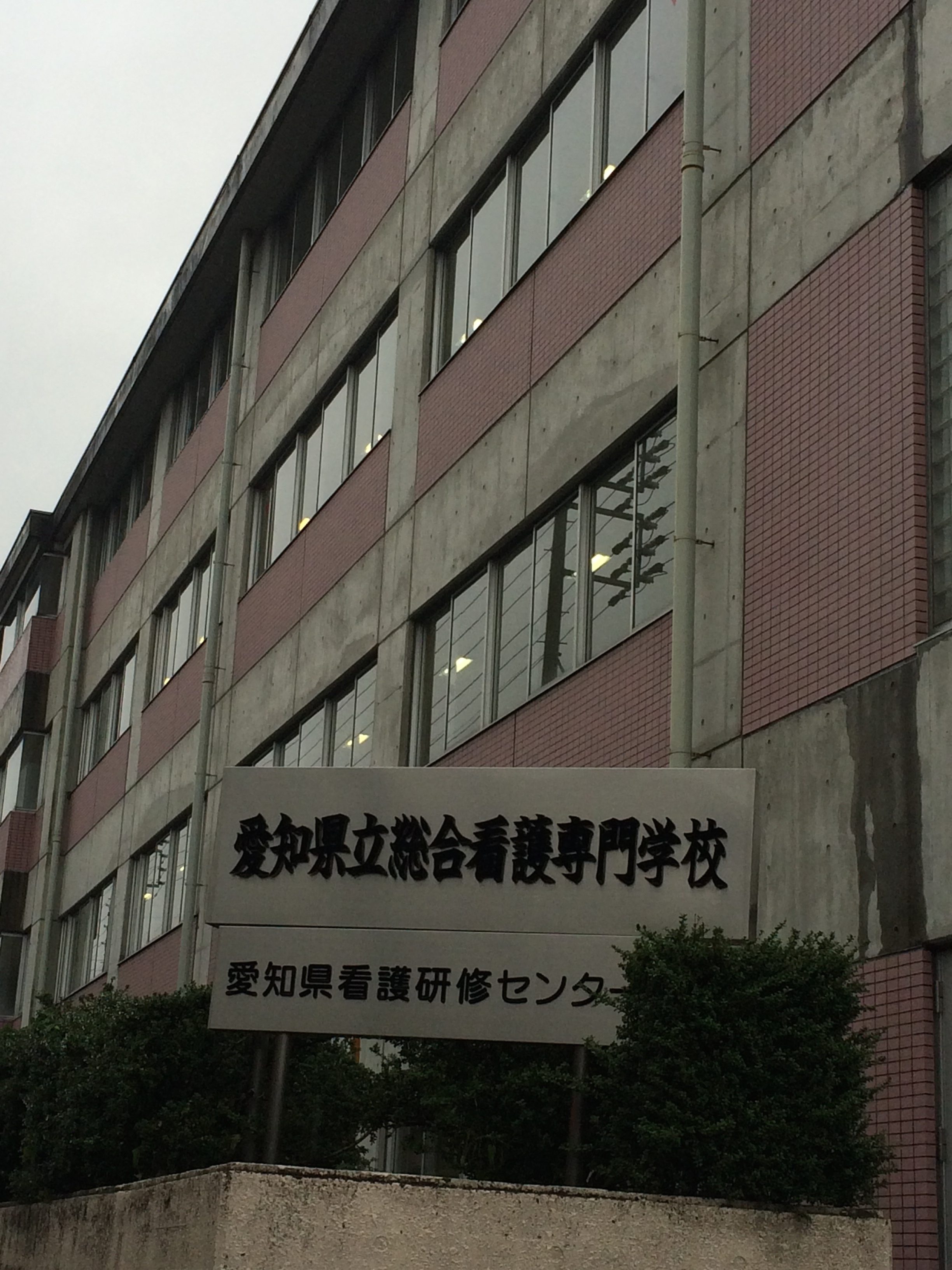
愛知県立総合看護専門学校
- 名古屋市立滝川小学校
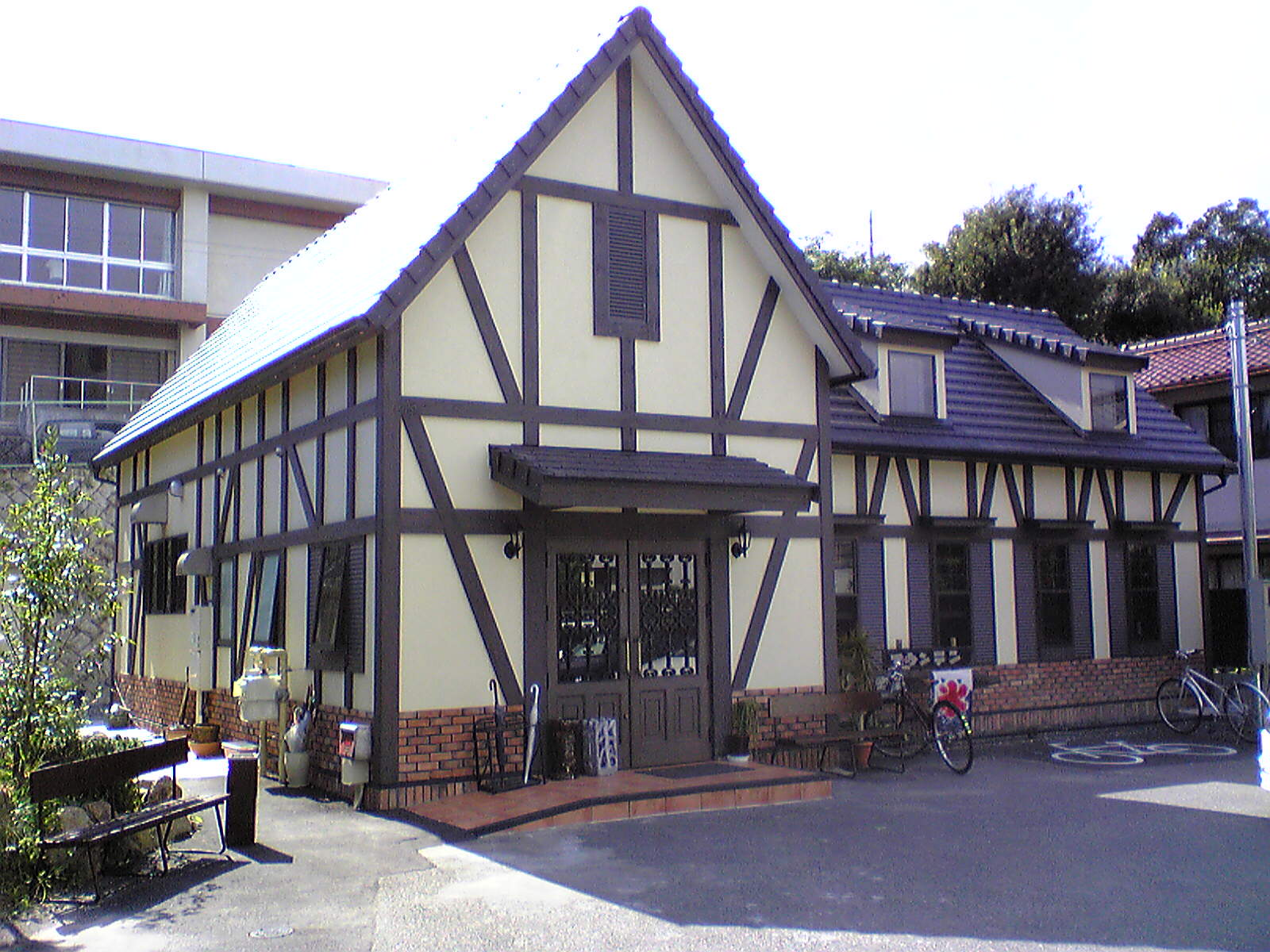
喫茶マウンテン
- 滝川公園

1980年（昭和55年）4月1日供用開始。
- 滝川西公園

1984年（昭和59年）3月31日供用開始。
- 滝川南公園

1986年（昭和61年）4月1日供用開始。
- 渡辺健一トリックアート美術館

- 愛知県立総合看護専門学校
- 喫茶マウンテン

## その他

### 日本郵便
- 郵便番号 : 466-0826[WEB 3]（集配局：昭和郵便局[WEB 14]）。

### 書籍
1. 1 2 3  名古屋市計画局 1992, p. 794.
2. 1 2  「角川日本地名大辞典」編纂委員会 1989, p. 1458.
3. ↑  名古屋市計画局 1992, p. 357.